# Famille Hilton
La famille Hilton est une célèbre famille américaine d'origine norvégienne et allemande à l'origine de l'entreprise hôtelière américaine Hilton Hotels & Resorts. 

## Présentation
Le nom de famille Hilton provient d'une ferme du district traditionnel de Romerike dans le comté d'Akershus (fylke) en Norvège et peut être retracé jusqu'à la ville de Kløfta depuis la fin du XVIIIe siècle. La branche américaine de la famille descend d'Augustus Halvorsen Hilton, qui a émigré de Norvège à San Antonio, au Nouveau-Mexique en 1870. Dans le recensement américain de 1900, Hilton est répertorié comme marchand de produits secs. 
La famille Hilton s'étend sur quatre générations, de New York à Los Angeles. Ses membres détiennent divers degrés de pouvoir, de richesse et de statut social aux États-Unis,. Les Hilton sont devenus l'une des familles les plus puissantes et les plus célèbres au monde ; leur fortune s'élève à plus de 14,2 milliards de dollars, en 2022,.
Ses membres les plus notoires de cette famille sont Conrad Hilton (le fondateur de la dynastie) et Paris Hilton. 

## Personnalités
- Conrad Nicholson Hilton (1887-1979), fondateur de la chaine d’hôtel Hilton.
- William Barron Hilton (1927-2019), fils du précédent, homme d'affaires et philanthrope américain.
- Richard Howard Hilton (1955), homme d'affaires américain, père de Paris Hilton et Nicky Hilton.
- Kathy Elisabeth Hilton (1959), actrice américaine, mère de Paris Hilton et Nicky Hilton.
- Paris Hilton (1981), femme d'affaires, personnalité médiatique, mannequin, chanteuse, actrice et disc jockey américaine.
- Nicky Hilton (1983), actrice, styliste, mannequin et personnalité médiatique américaine.
- Barron Nicholson Hilton (1989), est le vice-président principal de Hilton & Hyland, personnalité médiatique, héritier de la fortune des hôtels Hilton, frère de Paris Hilton, Nicky Hilton et de Conrad H Hilton.
- Conrad H. Hilton (1994), personnalité médiatique, héritier de la fortune des hôtels Hilton et frère de Paris Hilton, Nicky Hilton et de Barron N. Hilton.

## Arbre généalogique

### Branche par Halvor Nilsen Hilton et Karoline Hansdatter Holum.
- Halvor Nilsen Hilton (1810–1864), marié à Karoline Hansdatter "Kari" Holum.
  - Augustus Halvorson "Gus" Hilton née en Norvège (1854–1919), marié à Mary Genevieve Laufersweiler (1863–1956). Gus émigre aux États-Unis en 1870.

- Felice A. Hilton (1885–1968)
- Conrad N. Hilton (1887–1979)
- Eva C. Hilton (1889–1979)
- Carl H. Hilton (1892–1957)
- Julian Hilton (1895–1897)
- Rosemary J. Hilton (1898–1995)
- August H. "Boy" Hilton (1901–1929)
- Helen A. Hilton (1906–2003)

### Descendants de Conrad N. Hilton
- Par sa première épouse Mary Adelaide Barron (m. 1925, div. 1934)

- Conrad Nicholson « Nicky » Hilton Jr. (1926–1969), marié à Patricia « Trish » McClintock. Également premier mari d' Elizabeth Taylor (m. 1950, div. 1951), sans enfant ensemble.

- Conrad Nicholson Hilton III (né en 1960)
- Michael Otis Hilton (né en 1961), marié à Babita Hilton.

- Michael Bradford Hilton (né en 1994)
- Kathryn Blake Hilton (née en 1999)
- Isabelle Hilton (née en 2008)

- William Barron Hilton (1927–2019), marié à Marilyn Hawley.

- William Barron Hilton, Jr. (1948–2023)
- Hawley Anne Hilton (née en 1949), épouse de Jack McAuliffe

- Justin Hawley McAuliffe (né en 1987)

- Steven Michael Hilton (né en 1950)

- Nicholas Conrad Hilton (né en 1984)

- David Alan Hilton (né en 1952)
- Sharon Constance Hilton (née en 1953)
- Richard Howard Hilton (né en 1955), marié à Kathy Avanzino (demi-sœur de Kim Richards et Kyle Richards )

- Paris Whitney Hilton (née en 1981), épouse Carter Milliken Reum en 2021
  - Phoenix Barron Hilton Reum (né en 2023)
  - London Marilyn Hilton Reum (née en 2023)

- Nicholai Olivia (« Nicky ») Hilton (née en 1983), épouse de James de Rothschild en 2015

- Lily-Grace Victoria Rothschild (née en 2016)
- Teddy Marilyn Rothschild (née en 2017)
- Chasen Rothschild (né en 2022)

- Barron Nicholas Hilton II (né en 1989), marié à Tessa, comtesse von Walderdorff, en 2017

- Milou Alizée Hilton (née 2020)
- Caspian Barron Hilton (né en 2022)
- Apolo Winter Hilton (né en 2024)

- Conrad Hughes Hilton (né en 1994)

- Daniel Kevin Hilton (né en 1962)

- Richard Douglas Hilton (né en 1990)

- Ronald Jeffrey Hilton (né en 1963)

- Eric Michael Hilton (1933-2016) époux de Patricia Ann Skipworth (1932–2016)

- Eric Michael Hilton, Jr. (1955-2019)

- Caitlin Patricia Davis Hilton (née en 1994)

- Beverly Ann Hilton (née en 1956)
- Linda Hilton (née en 1963)  épouse de Fabrizio Buschini en 1992

- Nicholas Angelo Buschini (né en 1993) et Emily Rose Banas (2022)
- Brandon Alexandro Buschini (né en 1995)

- Joseph Bradley Hilton (né en 1967)

- Darren Joseph Hilton (né en 1995)
- Dean Bradley Hilton (né en 1995)
- Allison Elaine Hilton (née en 2002)

- Par sa seconde épouse, Zsa Zsa Gabor (m. 1942, div. 1946)

- Constance Francesca Gabor Hilton  (1947–2015)

- Sans enfant de sa troisième épouse, Mary Frances Kelly (m. 1976).

## Portraits

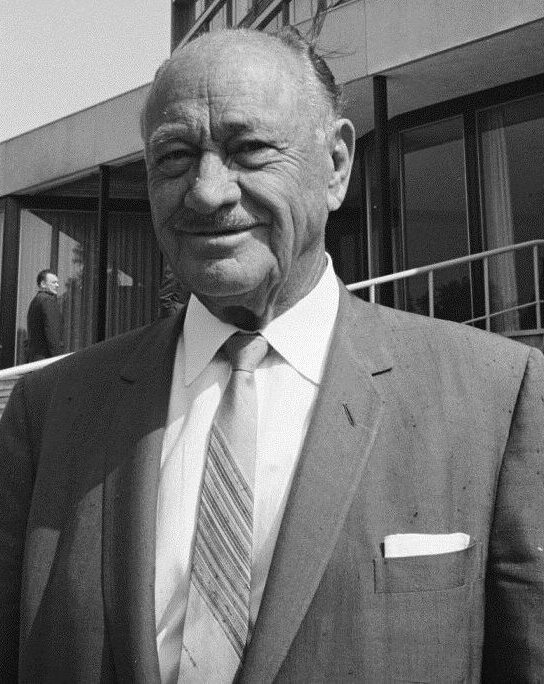
Conrad Hilton
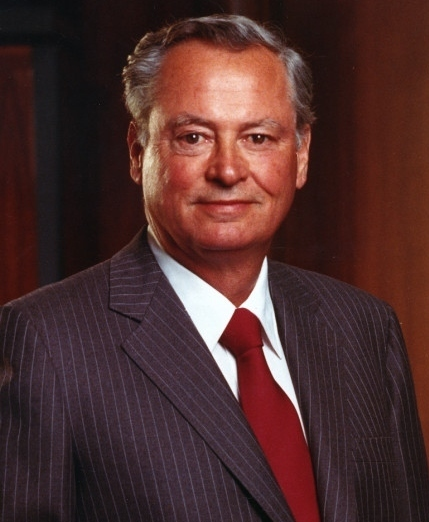
Barron Hilton
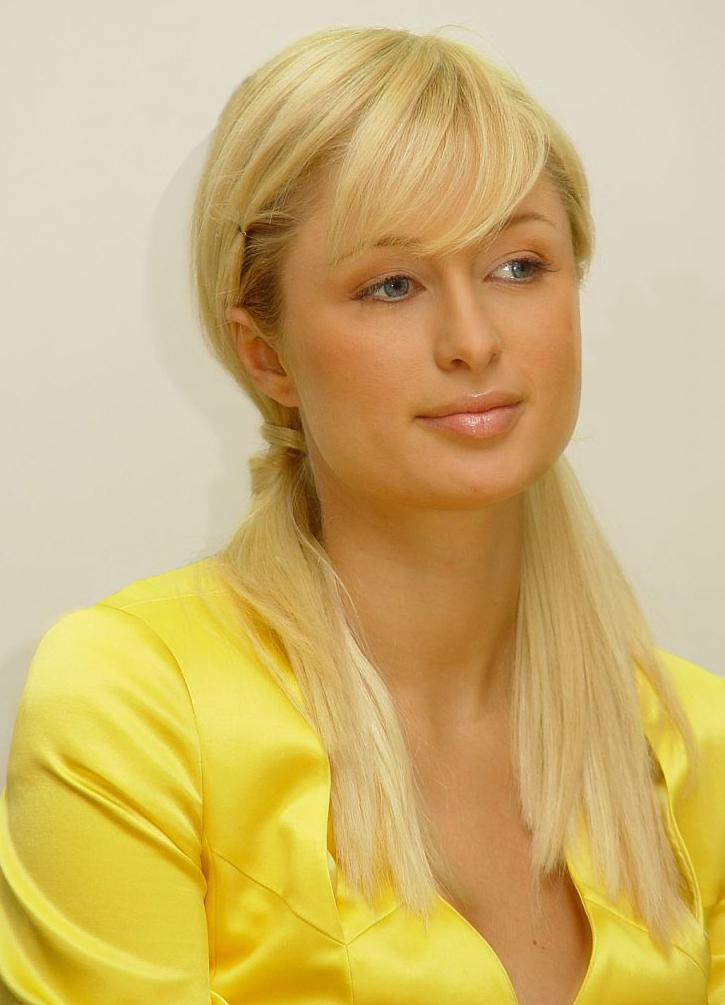
Paris Hilton
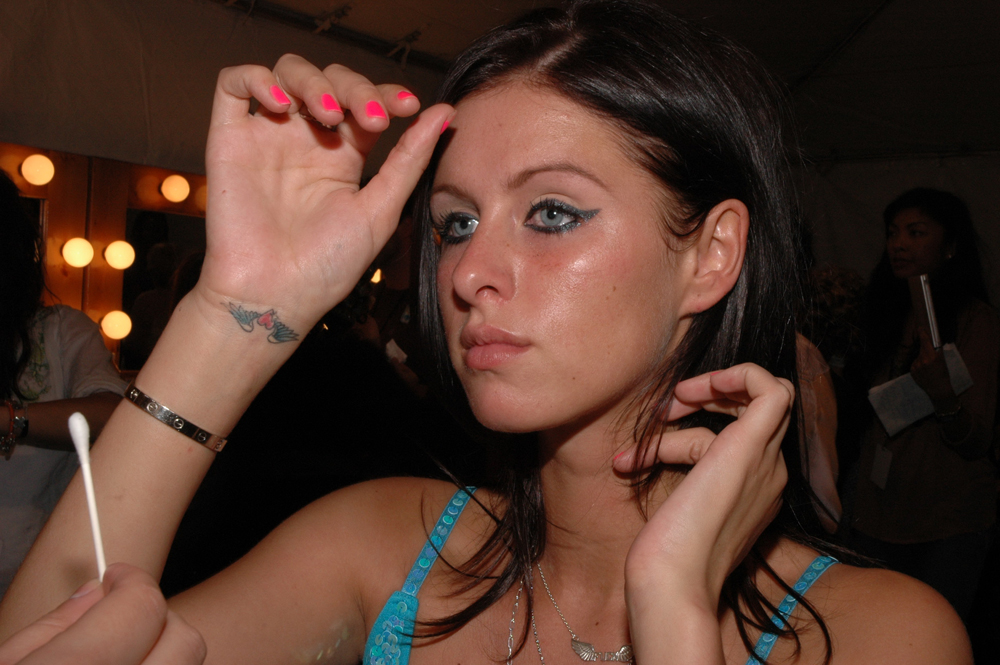
Nicky Hilton